# جليزا 146
جليسي 146 (بالإنجليزية: Gliese 146)‏ هو نجم من الدرجة K5V يقع في كوكبة الساعة على مطلع مستقيم 03س 01ثا 35د والانحراف -48 ° 25 '09 ". على بعد 43.1 سنة ضوئية، جليسي 146 لديه قدر ظاهري +8.57 (حجم المطلق هو 8.34). ومن المعروف جليسي 146 أيضا باسم HD 22496، HIP 16711، SAO-216392، وLHS 1563.
سرعته بالنسبة للشمس هو على بعد 38.1 كم / ثانية، ويتراوح مداره بين 20,800 و25،400 سنة ضوئية من مركز المجرة. ويرجح انه نجوم المتغير. وهو ينتمي إلى العنقود مجري هائل القلائص وهو واحد من 155 نجم من نوع-K التي تتواجد في محيط 50 سنة ضوئية من الشمس . تم اختياره مع النجوم 500 التي تم اختبارها في مسح SCUBA-2 للنجوم التي تمتلك قرص حطام .